# Lucenay-lès-Aix
Lucenay-lès-Aix település Franciaországban, Nièvre megyében. Lakosainak száma 951 fő (2022. január 1.). Lucenay-lès-Aix La Chapelle-aux-Chasses, Chézy, Gannay-sur-Loire, Gennetines, Saint-Ennemond, Cossaye és Toury-Lurcy községekkel határos.

## Népesség
A település népességének változása:
| Lakosok száma | 1005 | 987  | 1006 | 982  | 980  | 978  | 981  | 966  | 951  |
|               | 2013 | 2015 | 2016 | 2017 | 2018 | 2019 | 2020 | 2021 | 2022 |